# Pneumatopteris remotipinna
Pneumatopteris remotipinna là một loài thực vật có mạch trong họ Thelypteridaceae. Loài này được (Bonap.) Holttum miêu tả khoa học đầu tiên năm 1973.